# 近藤能成
近藤 能成（こんどう よししげ）は、平安時代末期の武士。大友氏初代大友能直の実父。

## 生涯
近藤氏の系譜であり（祖先は藤原北家秀郷流・同利仁流の二説があるが、後者の方が蓋然性が高いとされる）、当時、能成は相模国愛甲郡古庄郷（古沢郷）の郷司を務める在庁官人だった。
治承・寿永の乱に際しては源頼朝に従う。養和2年（1182年）愛甲郡の金剛寺の僧侶たちが能成の非法を鎌倉に訴え出る事件があった。金剛寺が提出した解状によれば、郷司の能成が「猥耽二一旦之貪利一」ために寺が窮乏し、さらに山狩のために住僧たちを追い払ってしまったという。頼朝は金剛寺の訴えを認め、能成の非法停止を言い渡した。
同国の有力武士団である波多野氏の一族・大友経家の娘を妻に迎えた。間に生まれた男子能直は後に鎌倉幕府の重鎮となった。また能成と相婿の関係にあった中原親能の猶子となり、九州北部の中原親能の遺領を継承し、中世に繁栄した豊前大友氏の祖となっている。